# Rheinkran (Bingen)

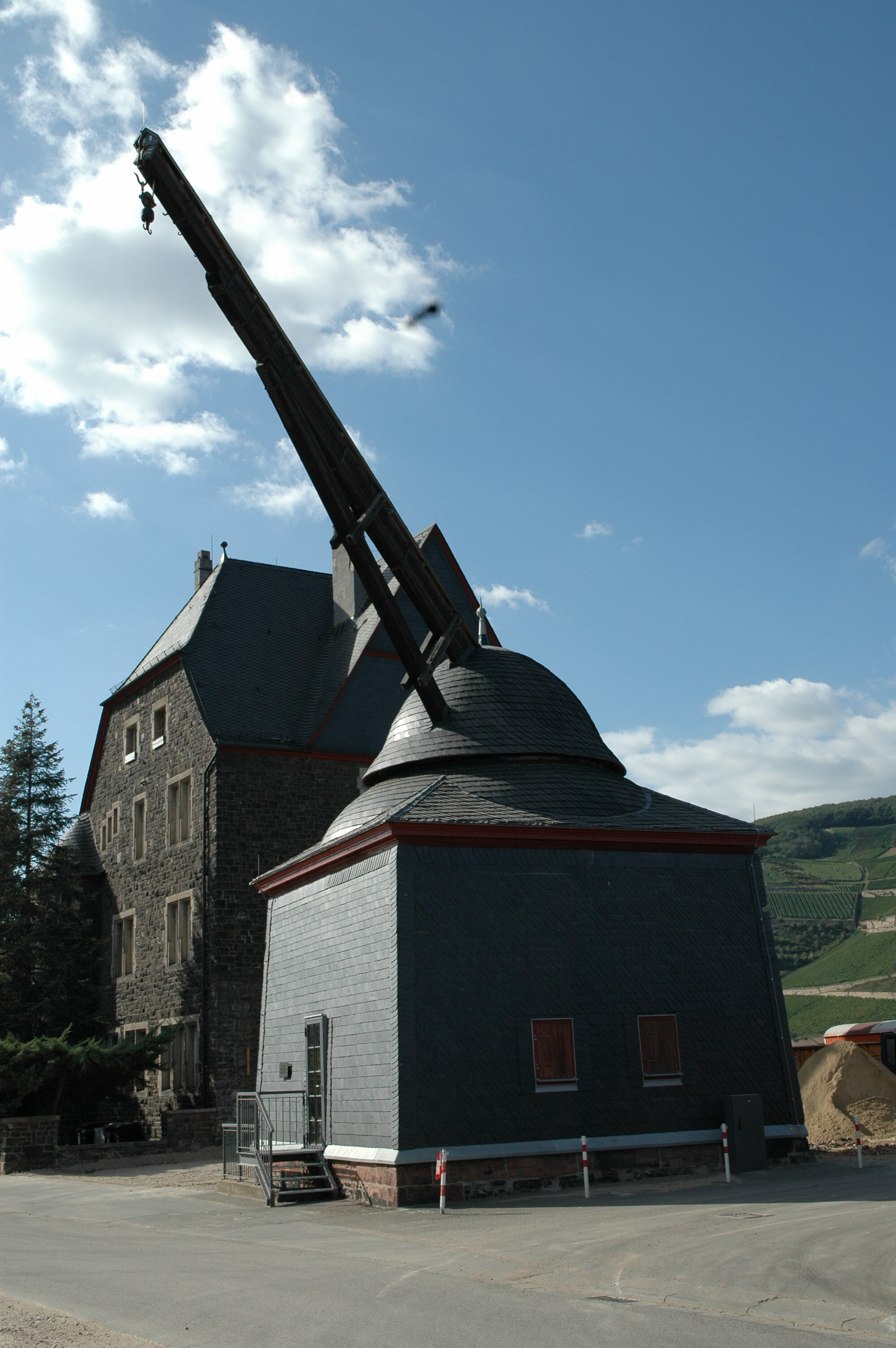
Alter Rheinkran

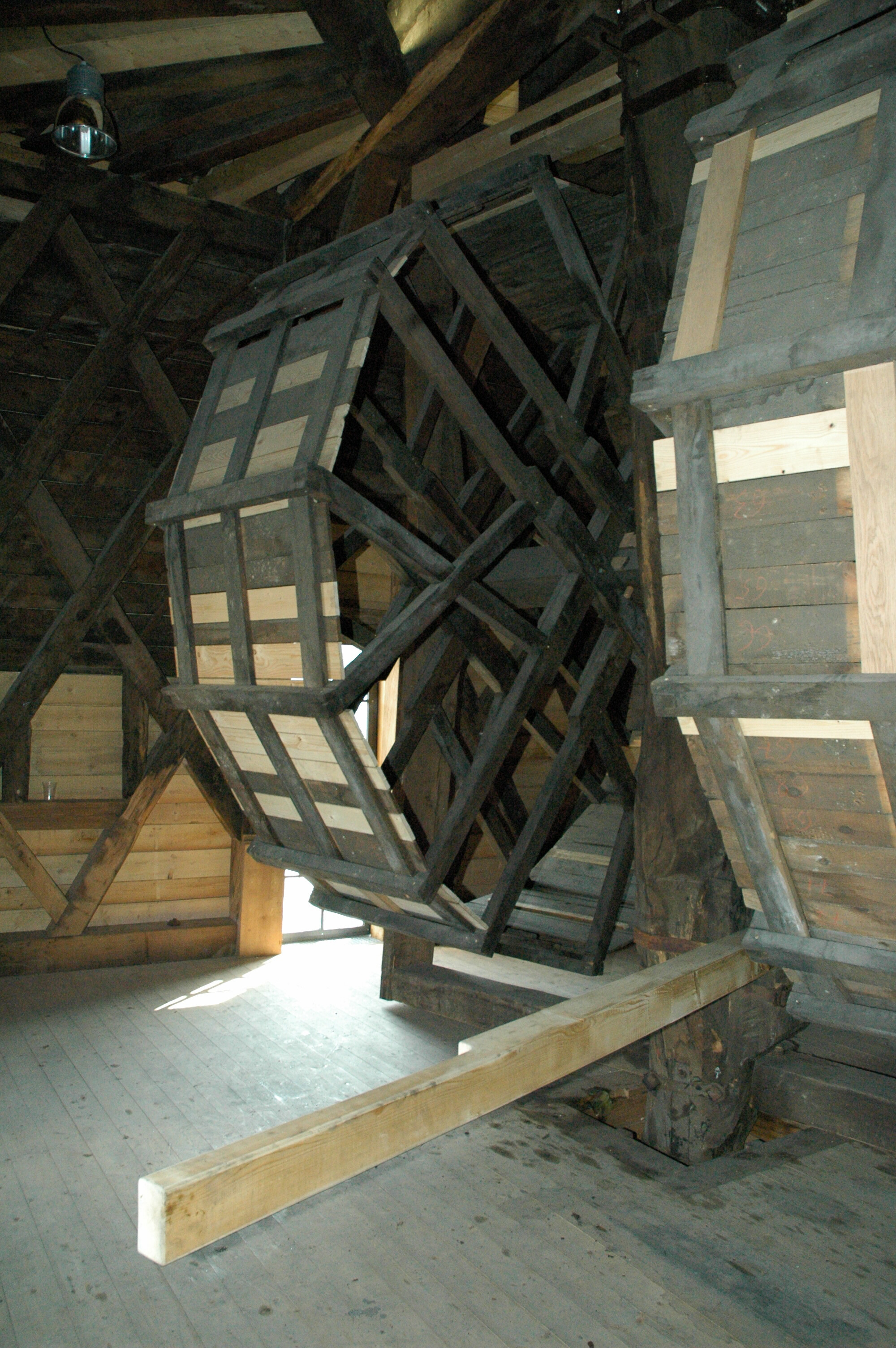
Alter Rheinkran innen

Der Alte Binger Rheinkran ist ein hölzerner Turmtretkran in Bingen am Rhein aus der Zeit um 1787. Der Hafenkran mit drehbarem Ausleger und Kuppeldach steht neben der ehemaligen Zollverwaltung auf dem früheren Hafengelände.
Das Kranhaus (Seitenlänge ca. 7 m, Höhe Dachkante ca. 6 m) ist eine Fachwerkkonstruktion aus Eichenbalken, die Außenwände bestehen aus einer Holzverschalung. Die drehbare, glockenförmige Krankuppel ist schiefergedeckt und mit einer Turmkugel abgeschlossen. Der Ausleger besteht aus einem massiven Eichenbalken nebst Stützbalken und ist mit Bleifolie beschlagen. Schon im 15. Jahrhundert ist hier ein Kran überliefert. Eine 2007 gefundene Inschrift auf einem Sockelstein weist als Tag der Grundsteinlegung den 7. August 1487 aus. In nur 78 Tagen soll er erbaut worden sein.
Das Holztragwerk des heutigen Krans konnte dendrochronologisch auf 1785–87 datiert werden. Nach einer weiteren Erneuerung im Jahre 1819 wurde der Kran in der zweiten Hälfte des 19. Jahrhunderts stillgelegt. Das Bauwerk konnte durch das damals gültige neue Denkmalschutzgesetz 1907 vor dem Abriss bewahrt werden. Im Zweiten Weltkrieg schwer beschädigt, wurde der Kran ab 1950 wiederhergestellt. 2005 wurde eine umfassende Restaurierung durchgeführt. 2007 wurde dem Kran ein Wasserbecken mit Verbindung zum Rhein vorgebaut.
Angetrieben wurde der Kran mit Menschenkraft über zwei große Laufräder. Der obere Teil der Kuppel mit dem Lastarm konnte über einen großen Hebel von zwei bis vier Kranenknechten gedreht werden. In erster Linie wurden hier Wein, Salz und Getreide verladen. Für die beiden Letzteren hatte Bingen das Stapelrecht. Mit dem Oestricher Kran im Rheingau und dem 90 Kilometer rheinabwärts liegenden Andernacher Alten Krahnen ist er der letzte Tretkran an den Ufern des Rheins.
Seit Juni 2008 besteht die Möglichkeit, den Kran in Betrieb zu erleben. Über die Tourist-Info Bingen können Vorführungen gebucht werden, bei denen Mitglieder der Denkmalgesellschaft Bingen am Rhein den „Alten Kran“ in seiner Funktion zeigen. Dabei werden Weinfässer von Land zu Wasser gehievt und umgekehrt.
Seit 2002 ist der Rheinkran Teil des UNESCO-Welterbes Oberes Mittelrheintal.